# Mylène Farmer
 Der er for få eller ingen kildehenvisninger i denne artikel, hvilket er et problem. Du kan hjælpe ved at angive troværdige kilder til de påstande, som fremføres i artiklen.

Mylène Farmer (født Mylène Jeanne Gaultier; 12. september 1961) er en canadiskfødt fransk sangerinde og sangskriver. Med godt 25 millioner solgte plader er hun den bedst sælgende franske sangerinde nogensinde.
Hun er popstjerne i Frankrig, hvor hun kaldes "den franske Madonna"", og hvor hun holder store koncerter. 
Hun blev kendt for sangen "Libertine" og sangen "Désenchantée" i 80'erne i Danmark. "Désenchantée" blev remixet af den belgiske sangerinde Kate Ryan i 2003. Hun fik dog aldrig et egentlig gennembrud i Skandinavien. 
I 90'erne og senere blev hun lidt mere kendt uden for Frankrig og de fransktalende lande, bl.a. i Tyskland, Østrig, Rusland (hvor hendes sidste album blev nummer 1 på hitlisten), Hviderusland, Ukraine, Estland og Litauen.
I 2008 udgav hun albummet Point de suture, hvor den første single "Dégénération" med elektronisk musik og frække musikvideoer blev en stor succes i fransktalende lande såsom Frankrig og Belgien, hvor det hurtigt blev nummer 1, men også i Rusland og andre østeuropæiske lande. 
I november 2010 udgav hun albummet Bleu noir, hvor hun arbejdede med Moby, og albummet fik hurtigt succes på de franske og belgiske hitlister.

## Diskografi
- Cendres de Lune (1986)
- Ainsi soit je... (1988)
- L'Autre... (1991)
- Anamorphosée (1995)
- Innamoramento (1999)
- Avant que l'ombre... (2005)
- Point de suture (2008)
- Bleu noir (2010)
- Monkey Me (2012)
- Interstellaires (2015)
- Désobéissance (2018)
- L’emprise (2022)